# Station Meråker
Station Meråker is een spoorwegstation in de Noorse gemeente Meråker. Het station ligt aan Meråkerbanen, de spoorlijn die Trondheim verbindt met Östersund in Zweden. Het stationsgebouw uit 1881 is ontworpen door Peter Andreas Blix.